# 인민민주주의
인민민주주의(人民民主主義, 러시아어: Народной демократии, 영어: people's democracy) 또는 민중민주주의(民衆民主主義)는 마르크스-레닌주의의 이론상 개념 중 하나이다.
제2차 세계 대전 종전 후 소비에트 연방 과학 아카데미 사회과학원은 각 약소국의 혁명 모델을 연구하였고 그 결과 ‘인민민주주의’라는 개념을 만들어냈다. 이오시프 스탈린은 이 인민민주주의 혁명 이론에 근거하여 동유럽과 아시아 각국 공산당에 산업프롤레타리아·농민·지식인·소부르주아의 연립 정권을 구성하라는 지시를 내렸다. 그 이유는 크게 두 가지로 요악할 수 있다. 첫 번째는, 종전 후 갑작스러운 공산화 과정에서 공산주의자들이 수월하게 사회주의로 나아가기 위해 다양한 계급을 하나의 혁명집단으로 묶을 수 있는 역량을 확보할 정치적 여유를 벌기 위함이다. 두 번째는, 동유럽과 아시아 일대의 경제혁 생산력은 상당히 낮았기에 자본주의가 들어선 적이 없다는 평가에 기초하여, 해당 사회를 반봉건사회(半封建社會)라 규정하고, 민주주의 혁명을 선차적으로 도모하려는 의도이다.

## 기원
본래 인민민주주의와 유사한 이론적 개념은 1928년 12월 10일 코민테른에서 발표한 ‘12월 테제’에서 등장하나, ‘인민민주주의’라는 용어는 제2차 세계 대전 종전 이후 소비에트 연방 사회과학원에서 만들어졌다. 소비에트 연방 사회과학원은 식민지 국가, 약소국과 특히 중국의 혁명을 연구하였다. 연구 결과 기존 서구의 부르주아와 달리 약소국의 부르주아는 민족 독립을 중시하는 동시에 진보적인 성격을 강하게 갖춘 부르주아라는 것이 밝혀졌다. 특히 중국의 부르주아 지식인은 서구의 불충분한 부르주아 혁명을 비판적으로 흡수했기에 서구 부르주아 민주주의 초기에서 드러났던 일련의 비민주적인 양상도 또한 성찰할 수 있었다. 동시에 중국의 사회주의 운동은 전통적인 의미에서 프롤레타리아 활동가와 민족 부르주아 지식인이라는 두 축을 기반으로 하고 있다는 것도 알 수 있게 되었다. 소비에트 연방 사회과학원은 이러한 현상이 모든 약소국에서 발생하는 현상이라고 분석한 후 이들의 혁명 흐름을 ‘인민민주주의 혁명’이라고 정의하였다.
중요한 것은 인민민주주의 혁명의 객관적 조건이 성립되는 사회구성체는 부르주아 민주주의가 아닌 반봉건사회라는 것이다. 반봉건사회는 완전한 봉건사회도, 완전한 자본주의 사회도 아닌 중간 상태를 의미하며, 제국주의 침탈을 위한 자본주의적 생산 구조가 협소적으로 진행된 상태의 구(舊)식민지 또는 신(新)식민지 상태와 겹친다. 코민테른의 12월 테제에 따르면 제국주의 시대에서 약소국은 제국주의 국가의 세계 재분할 감행에 의해 온전하게 부르주아 혁명을 완수할 수 없으며, 자본가가 혁명을 주도할 수도 없다. 이 시기 혁명은 노동자·농민·소상공인·민족자본가·지식인의 연합에 의해 이루어질 수 있으며, 혁명은 반봉건적 사회구성체를 파괴하여 참된 민주주의 사회를 건설하는 성격을 갖추게 된다.

## 마르크스-레닌주의에서의 민주주의 개념
레닌의 『민주주의 혁명에서의 사회민주주의당의 두 가지 전술』에 따르면, 민주주의는 여러 가지 형태로 존재할 수 있으며, 그 형태는 세계의 생산 관계의 일정 정도와 긴밀하게 연관되어있다.

### 부르주아 민주주의
부르주아의 계급 독재(이것은 흔히 ‘자유민주주의’라고 불린다) 아래에서 시민에 의거하는 통치를 주창하는 부르주아 민주주의는 그 정치의 정체성이 소수의 자본가와 다수의 군중(群衆, Массы)에 몰려져 있다. 여기서 군중이란 계급 의식이 없거나 희미한 개체를 뜻하는 말로, 인민(人民, Народ)과 차별적으로 쓰인다. 낡은 생산 관계를 유지하려는 부르주아 계급은 인간 개체가 유적 존재(독일어: Gattungswesen)로서 사람인, ‘인민’이 되는 것을 막고 오로지 군중으로서, ‘군중에 의거한 통치’를 형식적인 표어로 삼고 있다. 그러나 군중은 계급 의식이 없거나 희박하며, 역사 발전의 원동력인 생산 관계와 생산력 사이의 모순을 제대로 인식해내지 못 하기에, 그들 스스로가 유적 존재가 되지 않는 한 전근대와 차별화되는 진정한 의미의 민주주의를 통치 원리로서 구현할 수 없다. 한편, 부르주아는 자본주의적 소유 구조에서 스스로의 경제적 지배력을 강화하기 위해 여러 가지 정치적, 법적 장치를 ‘법치’와 ‘인권’이라는 용어를 사용하여 하나씩 도입한다. 군중은 부르주아의 이러한 정치적 행동에 때때로는 찬동하며, 동시에 반대하기도 한다. 이들은 스스로의 진정한 권리를 찾는 거시적인 방법을 모르며, 특정 정치인, 특정 담론에 얽매여 당면한 문제를 해결할 수 있을 것이라고 착각한다. 블라디미르 레닌은 이러한 총체적 난국 속에서 ‘부르주아적 자유’는 이러한 상태를 부추길 뿐, 그 어떤 좋은 방향으로 나아가는 것을 기대할 수 없다고 보았다. 그래서 레닌은 부르주아적 자유가 인민과 프롤레타리아에게 전혀 필요없는 것이며, 인민의 이해와 대립하는 것이라고 하였다.
이러한 의미에서 군중은 인민과 다르다. 여기서 인민은 무산계급을 뜻하는 프롤레타리아와 분명히 구분해야 한다. 프롤레타리아는 자본주의 사회에서 적대적 모순 그 자체인 계급 모순을 체화하는 주체이다. ‘계급 투쟁이라는 본질을 가진 적대적 모순’ 그것 자체의 현상으로 주요 모순이 되었을 때, 프롤레타리아는 이러한 주요 모순에 참가하는 계급 투쟁의 최일선에 있는 계급이다. 반면 인민은 이러한 적대적 모순이 제국주의 단계에서 불균등 발전 법칙에 의해 여러 양태로 화(化)하였을 때, 그러한 변환된 모순을 인식하는 개체라고 해야 옳다. 따라서 인민은 프롤레타리아 계층이 아닌 지식인, 소부르주아 계층에서 충분히 등장할 수 있다.
혁명가 블라디미르 레닌은 『미국 노동자들에게 보내는 편지』에서 부르주아 민주주의의 기만성에 관해 다음과 같이 논하였다.
가장 민주주의적인 부르주아 공화국도 자본이 근로자를 탄압하기 위한 기관, 자본이 정치권력의 도구, 부르주아 독재 이외에 다른 것이 아니었으며 또 될 수도 없었다. 민주주의적 부르주아 공화국은 다수자에게 권력을 약속하고 그것을 선언했으나 토지와 그 밖의 생산수단에 대한 사적 소유가 존재하는 한 결코 그것은 실현될 수 없다. 부르주아적 민주공화국에서는 ‘자유’란 실제로는 부자를 위한 자유였다.— 블라디미르 레닌, 『미국 노동자들에게 보내는 편지』(1918년 8월 20일)

소비에트 연방의 공산주의자인 로이 메드베데프(Рой Медве́дев)는 자신이 저서 『사회주의적 민주주의에 대하여』에서 부르주아 민주주의에 대해 이렇게 논하였다.
우리는 부르주아 민주주의를 논할 때, 그것을 불안전한 환상적인, 기만적인, 책략적인 효과를 노린 것 등으로 멸시하는 것이, 습성으로 되어 있다. 그러나 그렇게 취급하는 것은 편파적이요, 잘못된 것이다. 물론 부르주아 민주주의는 아주 제한된 민주주의며, 따라서 비판의 여지가 있다. 부르주아 민주주의에서는 노동자와 자본가, 빈자와 부자에 대하여 기회가 평등치 않다는 것을 입증하기는 쉬운 일이다.— 로이 메드베데프, 『사회주의적 민주주의에 대하여』(1975년)

결과적으로 부르주아 민주주의는 근대적 민주주의의 근간이 되는 자연법 사상과 인간이 갖는 근본적인 의미에서의 ‘변증법적 함의’ 둘 사이를 연결할 수 없으며, 이에 따라 부르주아 민주주의는 ‘진보하는 민주주의’라고 할 수 없다. 따라서 부르주아 민주주의는 민주주의가 갖는 외형적 형식을 갖추기 위하여 ‘실증성에 기초한 법치로서 법치주의’를 주창한다. 이것은 부르주아 민주주의 스스로가 민주주의에 대해 근본적인 수사(국민 주권, 사회계약에 기초한 헌법 원리 등)를 부여하면서도 놓지 않는 것이며, 모순적인 것이다. 왜냐하면 경험 단계의 지각적 지반을 통해서는 민주주의의 성격과 그 정당성을 정초할 수 없기 때문이다.
이는 역사적 실례(實例)를 통해서 확인할 수 있다. 1789년의 프랑스 혁명과 1848년의 프랑스 2월 혁명은 민주주의를 부르짖은 것이었으나, 실제로 이러한 대사건이 진정한 의미에서 민주주의의 달성을 의미하는 것은 아니다. 그 근거로 프랑스는 1789년 기준으로 약 150년이 지나서야 여성의 참정권이 인정되었다. 노동조합 활동의 보장은 140년이 지나서야 보장된 것이다. 1783년 미국 혁명 시점에서 여성에게 참정권이 보장된 시점은 1920년이다. 영국의 경우도 1912년이 되어서야 보장이 되었지만 그 조건은 완전히 동등하지 않았다. 이러한 사례에서 알 수 있듯이 부르주아 민주주의는 그것 자체로 진보하는 민주주의라고 할 수 없으며, 민주주의적 통치 원리 보장성을 완전히 충족하지 못 한다. 반면 러시아 10월 혁명은 곧바로 남성과 완전히 동등한 여성 참정권을 보장하였고, 제2차 세계 대전 이후 성립된 수많은 인민민주주의 국가의 경우도 양성의 동등한 참정권 및 개인이 행사할 수 있는 민주주의적 권리를 상당 부분 보장하였다.
군중 집단은 계급의식이 없는 것과 무관하게, 부르주아 민주주의가 내포한 모순을 직접적으로 느끼고 있다. 따라서, 비본질적 차원에서 일어나는 군중 집단의 저항이 생겨날 수 있다. 이러한 저항은 소부르주아적 사회주의로 귀결되기도 하지만, 일반적으로는 부르주아가 모든 생산 관계를 지배하고 있는 상황에서 군중이 직접적인 행동에 기반한 정치 캠페인을 통해 닥친 문제를 해결할 수 있다는 일종의 망상이다. 이러한 운동은 참여민주주의나 직접민주주의 운동으로 표현된다. 하지만, 부르주아 민주주의에서 나타나는 문제는 근본적으로 부르주아가 생산 수단을 독점하고, 그것을 유지하기 위한 여러 장치를 도입하며, 이러한 장치를 고수하기 위한 다층적 폭력을 실시하는 데에 있다. 부르주아 민주주의 사회에서 나타나는 모든 모순, 사회적 문제, 빈곤의 문제는 이러한 것과 본질적으로 연결되어 있으며, 그 구조는 상당히 입체적이다. 그러나, 소외된 군중은 이러한 문제를 인식할 수 없으며, 계속하여 특정한 담론과 미시적인 정책, 더 나아가서는 정치적으로 선전이 잘 된 인물에 대한 광신적인 숭배를 통해 자본주의 사회에서의 문제점을 영영 해결할 수 없는 길로 가게 된다.
이탈리아의 공산주의자인 안토니오 그람시(Antonio Gramsci)는 군중이 부르주아를 넘어서지 못 하였으며, 부르주아의 정치적 패턴을 분석하는 데 실패했지만, 부르주아는 군중의 정치적 패턴을 대부분 이해하였다고 분석했다. 그리하여 부르주아는 부르주아 민주주의 사회에서 군중이 부르주아 민주주의의 반동성을 되려 유지하는 행동 방식을 문화적 차원에서 강화하는 방식을 선호하게 되었다. 그리하여 ‘문화 패권’이라는 개념이 정립된 것이다. 그람시는 이어서 부르주아 민주주의의 특징을, ‘인간의 정치적 본성과 괴리된 법률에 대한 숭배’(부르주아 법치주의), ‘문제점을 인식하지 못 한 상태에서 행동하는 군중의 정치적 권리’(부르주아 인권), ‘사물에 대한 수동적이고도 기계적인 반응과 그 과정을 자유로 착각할 자유’(부르주아 자유)라는 세 가지 특징으로 정리하였다.
인민민주주의는 계급 의식에 기초한 사람에 기반하는 민주주의이다. 이는 정확하게 말하여, 생산 관계와 생산력 사이의 모순에서 시발(始發)하여 생성된 수많은 주요 모순을 파악할 수 있는, 유적 존재에 의거하는 민주주의적 통치라고 할 수 있다. 이에 따라 인민민주주의는 사회주의 단계라고 취급할 수 없으나, 이 정체(政體)에서 대부분의 공민은 사회주의로 나아가기 위한 계급 투쟁 의식을 항상 갖는 것으로 간주된다.

### 혁명적 민주주의 독재
『민주주의 혁명에서의 사회민주주의당의 두 가지 전술』에서 레닌은 러시아 제국이 제국주의의 약한 고리이기 때문에 과거 서유럽의 전통적인 부르주아 민주주의 혁명의 경로로 나아갈 수 없다고 하였다. 레닌은 러시아의 민주주의 혁명은 노동계급과 농촌 소부르주아 계급의 연합으로서 달성할 수 있다고 보았다.
레닌은 위 두 세력이 이중 권력 체계로 이끄는 민주주의를 ‘혁명적 민주주의 독재’라고 칭하였다. 이 개념은 인민민주주의와 유사하나, 본질적으로는 다르다.

## 정책
인민민주주의 국가의 정책은 사회주의 국가의 일반적인 정책과 분명히 차이가 있다. 이 단계는 사회주의 혁명의 객관적 조건을 달성하기 위한 기간이다. 따라서 경제 운영에 있어서 전면적인 국유화가 아닌 국유화와 집체소유(混合所有)의 혼합 방식을 채택한다. 또한 정당 정치에도 몇 가지 차이점이 존재한다.

### 경제
사회주의 국가에서 국유화는 경제 운영 골격의 가장 기초가 되는 것이다. 그러나 인민민주주의 혁명이 목표로 되는 사회구성체는 봉건적 소생산 체계와 자본주의적 생산 관계가 혼재된 상태이며, 인민민주주의 혁명은 이 반봉건 체제를 타파하는 데에 그 목적성이 있다. 특히 소생산 경제 주체의 수는 상당히 많기에 이들을 한꺼번에 국유 조직에 흡수하기 힘들다. 따라서 봉건적 소생산 구조는 소멸하고, 대신에 소생산자(중소 및 영세자영업자 등)는 생산자 협동조합으로 편입되어 자기 노동에 기초한 수익을 보장받는다. 이러한 집체소유법은 사회주의 단계에서도 유지된다.
토지 개혁은 토지 소유권을 일체 소멸하는 전면적인 토지 국유화가 아닌, 토지 분배의 성격을 강화한다. 따라서 농민은 토지 소유의 주체로서 법적 효력을 가지며, 소작제 폐지, 몇 가지 징세 제도와 소유 가능 토지 면적 제한 등을 통하여 반(半)봉건적 토지 소유 구조의 부활을 막는다.
불로소득자 및 임대업자는 공업화가 진행되지 않은 상태에서 일거에 소멸하기 힘들기에, 사회주의 공업화의 객관적 조건이 성립될 때까지 표준임대료제를 통하여 임대료의 폭증을 막는 동시에 임대료를 대폭 낮춘다. 중국과 베트남 인민혁명 과정에서 실제 적용된 감소폭은 최소 30%에서 최대 50% 수준이었다. 불로소득에 기생하는 지주는 소멸하게 되며, 임대업자는 추가적인 노동을 하지 않을 경우 제한된 소득만을 얻게 된다. 단, 이 과정은 각국마다 그 조건에 따라 상이하게 달랐으며, 동유럽의 인민민주주의 혁명에서 임대업자는 곧바로 소멸되었다. 사회주의 토대가 확립되었을 때는 특별한 경우를 제외한 모든 임대-임차 관계가 청산된다. 이러한 혁명 과정이 진행되는 동시에, 자본주의적 생산 관계의 장(場)이라고 할 수 있는 대량 생산 체계를 갖춘 공장업은 사회주의적 국유화를 통하여 사회주의 형성의 객관적 조건을 마련하게 한다. 인민민주주의 경제 구조에서 공장의 프롤레타리아는 인민민주주의의 강화와 더불어, 사회주의로의 진보를 추동하는 핵심 집단이라고 할 수 있다.
사회주의 혁명의 객관적 조건이 전(全) 사회적인 것으로 될 때, 인민정부는 토지 국유화를 점진적으로 수행하고, 소농 및 영세농이라는 소생산자의 성격을 갖고 있는 농민을 협동농장의 일원으로 전환한다. 이 과정에서 농민은 소생산자 성격이 사라지며 농업 프롤레타리아로서 기능할 수 있다.

### 권리
직접 투표에 기초한 보통선거제, 여성 참정권 완전 보장, 여성 인권 증진, 노예제도 폐지, 국내 외국인이 가질 수 있는 권리 등을 보장한다. 그러나 인민정부는 인민민주독재(人民民主獨裁) 권력이기에 불로소득 기생자·매판지주·매판자본가·기타 착취자 등에 대해서는 폭력을 수반하는 독재를 실시한다.

### 법률
행정 조치에서 ‘법률우위의 원칙’이 폐지되고, 개별 사안에서 기만적인 ‘법리’(法理)보다는 인민의 의사를 중점에 놓고 판단한다. 카를 마르크스와 블라디미르 레닌은 자유로운 공화국인 부르주아 공화국이 기존의 자연법사상을 망각하고, 스스로의 반인민적 지배를 위해 현상적 차원에서 규정된 개법(個法)을 헌법이라는 이름으로 권위를 부여한 후 법률을 부르주아 독재의 수단으로 여길 것이라고 예상하였다. 이것은 민주주의 발전에 합치하는 것이 아니며, 부르주아 민주주의가 참된 민주주의가 될 수 없는 이유라고 하였다. 여기서 인민에 의한 정치는 법률적 토대 위에서 진행되는 것이 아닌, 각 지역에 조직된 문화·생산 조합과 인민위원회의 의사를 직접적으로 반영하는 것을 의미한다.
인민민주주의 국가에서 법률은 미시적 차원에서 인민민주독재가 작용되는 범위를 대략적으로 조율하는 역할을 하게 된다. 또한, 인민민주독재가 개별적으로 해결할 수 없으며, 민주주의 발전과 관련이 없는 개인과 개인 사이의 문제, 민사상의 법률 문제는 관련 법률을 적용한다.
법률 성격, 법률이 적용되어야 하는 범위의 확립 및 제한점을 기준하는 인민민주주의 국가의 특성은 사회주의 성립 이후에도 유지·발전된다.

### 복지
복지라는 개념이 사실상 존재하지 않는 반봉건국가나, 최소한 수준의 복지만 갖추고 있는 부르주아 민주주의와 달리, 인민정부는 교육·노동·식량·의료·주거 차원에서 전향적인 복지가 이루어진다. 인민정부가 실시하는 복지는 국가주도의 복지로, 민간사회복지업체·민간자선사업체에 의한 자본주의적 복지랑 상당히 다른 구조를 갖추고 있다. 그 첫 번째 시도는 복지 시설의 대대적인 국유화를 통하여 이루어진다. 이후 대부분의 주거와 일정 식량 및 생필품은 무상으로 분배되며, 무상 교육, 무상 의료가 실시된다. 노동권은 직장배정제(職場配定制)를 통하여 보장된다. 특히 주거 지대와 작업장 지대 내 국립탁아소 건립 및 주요 직종 할당제 실시를 통한 여성 복지 강화는 인민정부 주도 민주주의 시책의 주요한 특징 중 하나이다. 이러한 복지 체계는 사회주의 단계에서도 유지·발전된다.
소생산자 및 중소기업에 대한 재정 지원도 또한 지속적으로 이루어지는데, 이러한 제도의 실질은 점진적인 국유화 및 집체소유화와 병행하며 이루어진다.

### 정치
인민민주주의 정당 정치는 형식적으로 다당제(多黨制)에 기초하고 있으나, 사회주의 혁명의 객관적 조건으로 향하기 위한 혁명을 지도하는 중심 세력은 프롤레타리아이기 때문에 프롤레타리아 전위정당이 실질적으로 정치를 주도한다. 그러나 이러한 지도력은 정당 정치라는 틀에서 이루어지는 것이 아니며, 프롤레타리아 전위정당 주도의 사회 변혁 과정(형식적 정당 정치가 아닌 영역)으로서 이루어지는 것이다. 따라서 정당 정치는 형식적으로 다양한 계급·계층 조직의 이해를 대변한다. 그러나 프롤레타리아 전위정당이 갖는 실질적인 권력으로 인해 다양한 계급·계층의 이해가 제대로 반영되기 어려울 수 있다. 이에 따라 인민정부는 다양한 계급·계층 조직의 연립체인 통일전선체(統一戰線體)를 조직하여야 한다.
경제 조직의 사회주의화는 프롤레타리아 계급 역량을 확보하게 할 것이고, 정당 정치에서 다양한 계급 이해와 프롤레타리아의 이해 사이의 괴리는 점점 좁혀질 것이다. 사회주의로의 단계가 완성될 때 정당 정치는 프롤레타리아 전위정당에 의해 독점적으로 운영될 것이다.
인민민주주의 국가에서 삼권분립(三權分立) 또는 이권분립(二權分立)은 사라지거나, 형식적으로 존재하더라도 제기능을 하지 못 하는, 사실상의 폐지 상태로 된다. 마르크스-레닌주의 혁명 이론에서 권력 분립의 이데올로기와 법적 토대는 자유주의 성립 초기 부르주아들과 봉건영주 사이의 타협으로 성립된 것이라고 분석하고 있다. 카를 마르크스는 물론이고, 블라디미르 레닌, 체 게바라 등은 삼권분립 또는 이권분립이 자유주의자들이 혁명기 과정에 봉건영주 세력과 타협한 산물일 뿐이라고 주장하였으며, 봉건 세력과의 타협에 기초한 불완전한 민주주의가 그 자체의 모순으로 인해 참된 민주주의로서 기능하지 못 하는 하나의 증거에 불과하다고 보았다. 또한, 부르주아 민주주의가 최고로 성숙하게 될 경우, 삼권분립과 이권분립이 인민의 직접적이고 실천적인 정치 권력 행사를 제한하지 않을 것이라고 분석하였다.

### 징세
반봉건적 생산 관계를 일체 철폐함으로써 부당한 징세 제도는 자연스럽게 사라진다. 그러나 민주주의 사회에서도 마찬가지로 징세 제도는 재정 운영의 골격을 이루고 있다. 인민정부는 사회주의 구조로의 진입 조건이 생성될 때까지 소생산자(농민, 기타 자영업자 등), 중소기업에 대해선 징세를 펼친다. 따라서 토지세, 법인세, 일부 소득세, 공과금 제도는 당분간 유지된다. 경제 영역에서 사회주의 혁명의 객관적 조건이 마련될 때 소생산자의 수는 적어질 것이며, 대다수의 농민은 협동농장으로 나아가 농업 프롤레타리아로서 기능하고, 기업의 국유화는 상당한 수준으로 진행된 상태일 것이다. 이에 따라 인민정부를 징세 제도의 단계적인 폐지를 실시한다. 사회주의 국가가 된 상태에서 징세 제도는 극히 일부의 공과금 제도를 제외하고는 존재하지 않을 것이다.

## 각국 사례
인민민주주의 국가는 제2차 세계 대전 이후에 종전 급증하였다. 1960년대 이후 몇몇 인민민주주의 국가는 헌법을 개정하여 자국이 사회주의 단계에 들어섰음을 선포하기도 하였다. 보통 인민민주주의 단계를 완수하고, 사회주의 단계에 들어서면 국호도 ‘사회주의 공화국’으로 변경하는 것이 일반적이나, 사회주의 단계에 들어섰음에도 ‘공화국’ 또는 ‘인민공화국’이라는 국호를 그대로 유지하는 경우도 일부 존재한다.

### 현재
현재 중화인민공화국은 자국을 인민민주독재(신민주주의)에 기초한 국가로 규정하고 있다. 이는 중화인민공화국이 사회주의 단계로 들어섰다는 뜻이 아닌, 인민민주주의 단계에 머물고 있다는 것을 뜻한다. 라오스를 제외한 나머지 베트남·조선민주주의인민공화국·쿠바 등은 헌법에서 자국이 엄연히 사회주의 단계에 들어선 사회주의 국가임을 명시하고 있다. 그 자세한 정보는 다음과 같다.
| 국가                   | 반봉건사회(半封建社會) / 구식민지(舊植民地) / 신식민지(新植民地)                                               | 부르주아 민주주의 단계 | 인민민주주의 단계 → | 사회주의 단계 → | 전인민국가 단계 → | 공산주의 단계 |
| 라오스                 | 프랑스령 라오스 (1893년 ~ 1954년) 라오스 왕국 (1954년 ~ 1975년)                                                |                        | 1975년 ~ 현재       |                 |                   |               |
| 베트남                 | 프랑스령 인도차이나 베트남 (1887년 ~ 1949년) 베트남국 (1949년 ~ 1955년) 베트남 공화국 (1955년 ~ 1975년)        |                        | 1946년 ~ 1980년     | 1980년 ~ 현재   |                   |               |
| 조선민주주의인민공화국 | 일제 강점기 조선 (1910년 ~ 1945년) 대한민국 (1948년 ~ 현재, 조선로동당의 주장)                                 |                        | 1948년 ~ 1972년     | 1972년 ~ 현재   |                   |               |
| 중화인민공화국         | 군벌·매판지주·매판자본가의 대리 지배 (1913년 ~ 1949년) 중화민국 타이완 정부 (1949년 ~ 현재, 중국공산당의 주장) |                        | 1949년 ~ 1957년     | 1957년 ~ 현재   |                   |               |
| 쿠바                   | 미국의 신식민지 (1903년 ~ 1959년)                                                                              |                        | 1961년 ~ 1976년     | 1976년 ~ 현재   |                   |               |

### 과거
소련 해체 이전에 존재했던 동유럽 및 기타 공산권의 사회발전단계에 대한 정보는 다음과 같다.
| 국가                              | 부르주아 민주주의 단계  | 인민민주주의 단계 →             | 사회주의 단계 →          | 전인민국가 단계 →         | 공산주의 단계 |
| --------------------------------- | ----------------------- | ------------------------------- | ------------------------ | ------------------------- | ------------- |
| 독일민주공화국                    |                         | 1949년 ~ 1990년                 |                          |                           |               |
| 루마니아 사회주의 공화국          |                         | 1948년 ~ 1965년                 | 1965년 ~ 1989년          |                           |               |
| 모잠비크 인민공화국               |                         | 1975년 ~ 1990년                 |                          |                           |               |
| 몽골 인민공화국                   | 1924년 ~ 1960년         |                                 | 1960년 ~ 1992년          |                           |               |
| 불가리아 인민공화국               |                         | 1947년 ~ 1971년                 | 1971년 ~ 1990년          |                           |               |
| 소련                              | 1917년 3월 ~ 1918년 7월 |                                 | 1918년 7월 ~ 1977년 10월 | 1977년 10월 ~ 1991년 12월 |               |
| 아프가니스탄 민주공화국           |                         | 1978년 ~ 1992년                 |                          |                           |               |
| 알바니아 사회주의 인민공화국      |                         | 1946년 ~ 1976년                 | 1976년 ~ 1992년          |                           |               |
| 앙골라 인민공화국                 |                         | 1975년 ~ 1992년                 |                          |                           |               |
| 에티오피아 인민민주공화국         |                         | 1987년 ~ 1991년                 |                          |                           |               |
| 예멘 인민민주공화국               |                         | 1967년 ~ 1990년                 |                          |                           |               |
| 유고슬라비아 사회주의 연방공화국  |                         | 1946년 ~ 1963년                 | 1963년 ~ 1992년          |                           |               |
| 체코슬로바키아 사회주의 공화국    |                         | 1948년 ~ 1960년                 | 1960년 ~ 1990년          |                           |               |
| 민주 캄푸치아 캄푸치아 인민공화국 |                         | 1975년 ~ 1979년 1979년 ~ 1989년 |                          |                           |               |
| 폴란드 인민공화국                 |                         | 1952년 ~ 1989년                 |                          |                           |               |
| 헝가리 인민공화국                 |                         | 1949년 ~ 1972년                 | 1972년 ~ 1989년          |                           |               |

## 같이 보기
- 민주사회주의
- 표면단체
- 인민공화국
- 사회민주주의
- 일당우위제
- 국민통일전선
- 조국통일민주주의전선
- 베트남 조국전선
- 인민
- 평민
- 대중
- 민중 (또는 인민대중)
- 군중
- 민중민주주의
- 프롤레타리아
- 프롤레타리아 혁명
  - 프롤레타리아 독재
- 해방신학
- 민중신학
- 민중사학
- 좌파 민족주의 (한국민족문화대백과사전 "민족주의" 항목 참조)
- 마르크스주의
- 레닌주의
- 마르크스레닌주의
- 인민대중제일주의